# 白虎观会议
白虎观会议，是中国东汉章帝建初四年（79年）在洛阳北宫白虎观召开的重要儒家学术会议，对于中国的思想史有着重要意义。

## 背景
自汉武帝以来，儒家思想逐渐成为汉朝君主的统治思想支柱。但是由于当时各家儒学学派传承不同，对于儒家经典的版本、内容多有争议。虽然汉宣帝时曾召开石渠阁会议加以统一，但是经历王莽新朝的战乱之后，各家的歧异再次抬头。
同时，由于汉光武帝把谶纬正式确立为官方统治思想之一，各家儒学学派对此意见并不一致，也同样需要中央政府出面将儒学和谶纬学结合起来，创建统一的思想标准，以巩固自身统治地位。
在这种情况下，章帝建初四年（79年），按照校書郎楊終的奏议，东汉中央政府决定仿西汉石渠阁会议，召集各地著名儒生于洛阳白虎观，公开讨论儒学经典五经。

## 参会者
- 章帝
- 魏应
- 贾逵
- 淳于恭
- 班固
- 杨终
- 李育
- 丁鸿
- 楼望
- 劉羨
- 桓郁

## 过程
当年冬十一月壬戌，章帝邀集名儒、诸王集于白虎观，由五官中郎将魏应代表皇帝发问，其后各家儒生加以讨论，形成共识后由侍中淳于恭加以回答，此后章帝再亲自决定对此答案是否满意。会议连续举行了一个多月，会后，班固奉旨对会议内容加以总结，写成《白虎通》四卷。

## 结果
白虎观会议最终确定了讖纬之术与儒学同等的法律地位。